# Соловьёв, Семён Фёдорович
Семён Фёдорович Соловьёв (22 сентября 1922, Деревеньки, Рыбинская губерния — 30 октября 1994, Щурово, Ярославская область) — командир отделения взвода пешей разведки 1095-го стрелкового полка (324-я стрелковая дивизия, 50-я армия, 2-й Белорусский фронт), сержант.

## Биография
Семён Фёдорович Соловьёв родился 22 сентября 1922 года в крестьянской семье в деревне Деревеньки (в настоящее время Борисоглебский район Ярославской области). В 1932 году окончил 4 класса школы. Работал пекарем.
В апреле 1941 года Борисоглебским райвоенкоматом он был призван в ряды Красной армии. На фронтах Великой Отечественной войны с июля 1941 года.
13—августа 1943 года в Смоленской области в районе деревни Валогино разведчик-наблюдатель Соловьёв при отражении контратаки противника, корректируя огонь батареи, рассеял и частично уничтожил до роты солдат. По отражении контратак под сильным огнём противника восстановил линию связи. Приказом по 881-му стрелковому полку от 18 августа 1943 года за мужествро и героизм в боях с немецко-фашистскими захватчиками он был награждён медалью «За отвагу».
Разведчик батареи 120-мм миномётов 881-го стрелкового полка красноармеец Соловьёв при прорыве обороны противника 8 ноября 1943 года в районе деревни Шарики в Лиозненском районе Витебской области вёл наблюдение за огневыми точками противника. Корректируя огонь батареи, он уничтожил 2 огневые точки, автомашину с боеприпасами и 4 повозки с грузом.

9 ноября при отражении контратаки противника он уничтожил 3-х солдат и одного офицера противника. Приказом по 168-й стрелковой дивизии от 20 ноября 1943 года он был награждён орденом Красной Звезды.
В ночном поиске 29 мая 1944 года в Быховском районе Могилёвской области сержант Соловьёв первым ворвался в траншею противника и уничтожил 4-х солдат противника и одного взял в плен. Приказом по 324-й стрелковой дивизии от 29 мая 1944 года он был награждён орденом Славы 3-й степени.
5 июля 1944 года при преследовании отступающего противника в районе деревни Волма Воложинского района (Минская область) сержант Соловьёв уничтожил 15 солдат противника и 20 солдат захватил в плен. Приказом по 50-й армии от 11 августа он был награждён орденом Славы 2-й степени.
В боях в Восточной Пруссии 22 января — 1 марта 1945 года сержант Соловьёв умело организовал действия своего отделения и за это время захватил в плен 17 солдат противника, в том числе одного офицера. 

В бою в пригороде города Эльбинг (Эльблонг) 5 февраля 1945 года он взял в плен офицера и из личного оружия уничтожил 6 пехотинцев противника. Указом Президиума Верховного Совета СССР от 29 июня 1945 года он был награждён орденом Славы 1-й степени.
Сержант Соловьёв был демобилизован в сентябре 1945 года. Вернулся на родину. Жил в селе Афонасово, затем в селе Щурово Борисоглебского района. Работал в колхозе.
Скончался Семён Фёдорович Соловьёв 30 октября 1994 года, похоронен в селе Щурово.

## Награды
- Орден Красной Звезды (20.11.1943).
- Орден Славы III (29.5.1944), II (11.8.1944) и I (29.6.1945) степени.
- Орден Отечественной войны 1-й степени (1985).
- Медали, в том числе:
  - «За отвагу» (18.8.1943);
  - «За победу над Германией».

## Память
Его имя и портрет на мемориале в посёлке Борисоглебский.

## Комментарии
1. ↑  Указывается также 1921 года рождения'"`UNIQ--ref-0000000E-QINU`"'.